# Žaltman
Žaltman är ett berg i Tjeckien.   Det ligger i regionen Hradec Králové, i den nordöstra delen av landet, 130 km öster om huvudstaden Prag. Toppen på Žaltman är 742 meter över havet, eller 186 meter över den omgivande terrängen. Bredden vid basen är 9,5 km.
Terrängen runt Žaltman är kuperad åt nordost, men åt sydväst är den platt.Runt Žaltman är det ganska tätbefolkat, med 80 invånare per kvadratkilometer. Närmaste större samhälle är Trutnov, 9,6 km väster om Žaltman. I omgivningarna runt Žaltman växer i huvudsak blandskog.